# Ахмузи
А́хмузи (фин. Ahmosi) — деревня в Гатчинском муниципальном округе Ленинградской области.

## История
На «Топографической карте окрестностей Санкт-Петербурга» Военно-топографического депо Главного штаба 1817 года обозначена как деревня Агакюля Ахмази, состоящая из 2 дворов.
Деревня Ахмази из 1 двора упоминается на «Топографической карте окрестностей Санкт-Петербурга» Ф. Ф. Шуберта 1831 года.

АРМОЗИ — деревня принадлежит ведомству Гатчинского городового правления, число жителей по ревизии: 6 м. п., 5 ж. п. (1838 год)

На карте Ф. Ф. Шуберта 1844 года и С. С. Куторги 1852 года отсутствует.

АГМОЗИ — деревня её высочества государыни великой княгини Елены Павловны, по почтовому тракту, число дворов — 2, число душ — 9 м. п. (1856 год)

Согласно «Топографической карте частей Санкт-Петербургской и Выборгской губерний» в 1860 году деревня называлась Ахмази и состояла из 4 крестьянских дворов.

АГМОЗИ (АХМЕЗИ) — деревня Ораниенбаумского дворцового правления при речке Пудости, число дворов — 4, число жителей: 13 м. п., 6 ж. п. (1862 год)

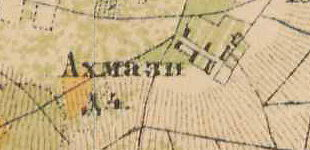
План деревни Ахмузи. 1885 год

В 1885 году деревня Ахмази насчитывала 4 двора.
В конце XIX — начале XX века деревня административно относилась к Староскворицкой волости 3-го стана Царскосельского уезда Санкт-Петербургской губернии. Население деревни было исключительно финским.
К 1913 году количество дворов увеличилось до 7. Деревня относилась к лютеранскому приходу Скворица. Население деревни было исключительно финским.
Согласно данным переписи населения СССР 1926 года в деревне Ахмузи Скворицкого сельсовета Староскворицкой волости Троцкого уезда проживали 52 человека, все финны.

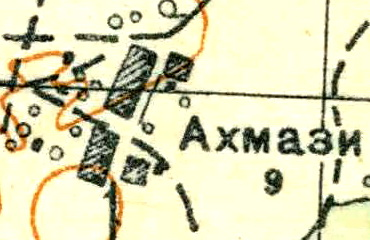
План деревни Ахмузи. 1931 год

Согласно топографической карте 1931 года деревня называлась Ахмази и насчитывала 9 дворов.
По данным 1933 года деревня называлась Ахмози и входила в состав Скворицкого финского национального сельсовета Красногвардейского района.
По данным 1966, 1973 и 1990 годов деревня называлась Ахмузи и входила в состав Пудостьского сельсовета Гатчинского района.
В 1997 году в деревне проживали 2 человека, в 2002 году — 4 человека (финны — 75%), в 2007 и 2010 годах — также 4.

## География
Деревня расположена в северной части района близ автодороги 41К-011 (Стрельна — Гатчина).
Расстояние до административного центра поселения, посёлка Пудость — 5 км.
Расстояние до ближайшей железнодорожной станции Пудость — 8 км.

## Демография
| 1862 | 2007 | 2010 | 2017 |
| ---- | ---- | ---- | ---- |
| 19   | ↘4   | →4   | ↗6   |

### Национальный состав
Согласно данным Всероссийской переписи населения 2021 года в деревне проживали 46 человек, из них:
 русские — 39, финны-ингерманландцы — 6, один человек национальность не указал.

## Улицы
Дачная, Ижорская, Красногвардейская, Придорожная, Садовая.